# Mid-Century Modern (serie de televisión)
Mid-Century Modern (Jóvenes del medio siglo en Hispanoamérica y Clásicos modernos en España) es una serie de televisión estadounidense de comedia de situación creada por Max Mutchnick y David Kohan. La serie está protagonizada por Nathan Lane, Matt Bomer, Linda Lavin y Nathan Lee Graham. La serie marca el último papel televisivo de Lavin. Murió habiendo completado siete episodios, pero tras su muerte, se decidió que muchas de sus escenas del cuarto episodio se utilizarían en cambio en el octavo, por lo que aparece en un total de ocho episodios.
La serie se estrenó en Hulu el 28 de marzo de 2025, recibiendo críticas generalmente positivas por parte de la crítica. Mid-Century Modern fue elogiada por su humor, su encanto nostálgico, sus interpretaciones y su capacidad para mezclar la sensibilidad de las comedias clásicas con temas contemporáneos.

## Premisa
Tres mejores amigos gays de cierta edad, tras una muerte inesperada, se mudan juntos a Palm Springs. Viviendo con la madre del amigo más rico, navegan por sus años dorados como una familia elegida, apoyándose mutuamente a través de los desafíos de la vida.

## Elenco y personajes

### Principales
- Nathan Lane como Bunny Schneiderman
- Matt Bomer como Jerry Frank
- Linda Lavin como Sybil Schneiderman, la madre de Bunny
- Nathan Lee Graham como Arthur Broussard

### Recurrente
- Pamela Adlon como Mindy Schneiderman
- Richard Kind como Carroll
- Zane Phillips como Mason

### Invitados
- Vanessa Bayer como Liz
- Jesse Tyler Ferguson como Tevin
- Judd Hirsch como Alan
- Stephanie Koenig como Penny Newton-Breene
- Billie Lourd como Becca Frank
- Cheri Oteri como Denise
- Rhea Perlman como Judy

## Episodios
| N.º | Título                             | Dirigido por  | Escrito por                 | Fecha de emisión original | Código de prod. |
| --- | ---------------------------------- | ------------- | --------------------------- | ------------------------- | --------------- |
| 1   | «Bye, George»                      | James Burrows | David Kohan & Max Mutchnick | 28 de marzo de 2025       | 1MPM01          |
| 2   | «Working Girls»                    | James Burrows | Suzanne Martin              | 28 de marzo de 2025       | 1MPM02          |
| 3   | «Turbulence»                       | James Burrows | Adam Barr                   | 28 de marzo de 2025       | 1MPM03          |
| 4   | «Never Have I Ever»                | James Burrows | Dan Bucatinsky              | 28 de marzo de 2025       | 1MPM04          |
| 5   | «Hello, Fisty's»                   | James Burrows | David Kohan & Max Mutchnick | 28 de marzo de 2025       | 1MPM05          |
| 6   | «Maid Serviced»                    | James Burrows | Tracy Poust                 | 28 de marzo de 2025       | 1MPM06          |
| 7   | «Love Thy Neighbor»                | James Burrows | David Kohan & Max Mutchnick | 28 de marzo de 2025       | 1MPM07          |
| 8   | «Sour Pickleball»                  | James Burrows | Alex Herschlag              | 28 de marzo de 2025       | 1MPM08          |
| 9   | «Here's to You, Mrs. Schneiderman» | James Burrows | David Kohan & Max Mutchnick | 28 de marzo de 2025       | 1MPM09          |
| 10  | «The Show Must Go On»              | James Burrows | Suzanne Martin              | 28 de marzo de 2025       | 1MPM10          |

## Lanzamiento
Mid-Century Modern se estrenó en Hulu el 28 de marzo de 2025. La primera temporada consta de diez episodios, que se estrenaron simultáneamente. Internacionalmente, la serie se estrenó en Disney+.

## Recepción

### Audiencia
Mid-Century Modern se situó en el puesto número 11 de la lista «Top 15 Today» de Hulu - una lista actualizada diariamente de los títulos más vistos de la plataforma - el 2 de abril.

### Respuesta de la crítica
En el sitio web del agregador de reseñas Rotten Tomatoes tiene un índice de aprobación del 86%, basándose en 22 reseñas con una calificación media de 7.4/10. El consenso crítico dice: «Mid-Century Modern se inspira en la fórmula clásica de las comedias de situación, pero sin miedo a tener un sentido del humor contemporáneo y atrevido, y resulta entrañablemente anticuada». En Metacritic, tiene una puntuación media ponderada de 67 de 100, basada en 9 reseñas, indicando reseñas «generalmente favorables».
Matthew Creith, de TheWrap, dijo que Mid-Century Modern adopta el espíritu de las comedias de situación clásicas al tiempo que añade una perspectiva fresca y gay. Elogió la química entre Nathan Lane, Matt Bomer, Nathan Lee Graham y Linda Lavin, y destacó su dinámica como el corazón de la serie. Consideró que la serie recordaba a The Golden Girls y Hot in Cleveland, destacando su humor y sus temas de amistad y romance sin límites de edad. Creith afirmó que la serie se beneficia de su ubicación en Hulu, lo que permite un humor más picante y bromas más atrevidas. Apreció la actuación final de Lavin, calificándola de sobresaliente en una serie llena de momentos memorables. Robert Lloyd, de Los Angeles Times, afirmó que Mid-Century Modern es una comedia sincera que equilibra el humor con la amistad entre hombres homosexuales. Elogió la actuación de Lavin, destacando su vitalidad y su habilidad cómica, que hacen que su fallecimiento resulte aún más conmovedor. En su opinión, la serie está inspirada en The Golden Girls, con un reparto de edad avanzada que navega por la vida, el amor y la amistad. Lloyd afirmó que la serie destaca por ser una comedia multicámara tradicional ambientada en un entorno gay, lo que la hace oportuna y refrescante. Apreció la mezcla de humor y sentimiento, destacando las buenas interpretaciones, las apariciones de invitados y el largamente esperado papel protagonista de Lane en una comedia.
Aramide Tinubu, de Variety, opina que Mid-Century Modern es una comedia encantadora que mezcla el ingenio de Will & Grace con el encanto de The Golden Girls. Elogió la singular visión de la serie sobre la vejez, el dolor y el amor, con personajes que reflejan arquetipos familiares de comedias de situación. Tinubu apreció el humor de la serie, especialmente su disposición a aceptar chistes más crudos, dada su plataforma de streaming. Consideró que el elenco es un punto fuerte, especialmente la actuación de Lavin. Tinubu afirmó que la serie ofrece numerosos momentos para partirse de risa y una refrescante representación de la amistad. Apreció que, aunque no abre nuevos caminos, Mid-Century Modern ofrece consuelo y humor en tiempos difíciles. Laura Babiak, de The New York Observer, elogió a Mid-Century Modern por su visión nostálgica y contemporánea del formato de las comedias multicámara, destacando su carácter agradable y fácil de ver. La serie le pareció refrescante en su retrato de hombres homosexuales maduros, libre de la necesidad de un personaje heterosexual, y apreció las interpretaciones del reparto, en particular la extravagante interpretación de Lane y el timing cómico de Bomer. Babiak también reconoció el peso emocional añadido por la actuación final de Lavin, especialmente en el penúltimo episodio. Señaló que el humor, las estrellas invitadas y el tono desenfadado de la serie la convierten en una experiencia agradable y reconfortante, que ofrece exactamente lo que muchos espectadores necesitan en una comedia.